# Try čarapachi
«Try čarapachi» (Три черепахи) — студійний альбом білоруського гурту «N.R.M.», записаний 2000 року. Між піснями записано гумористичні заставки.

## Композиції
1. «Ranica»*
2. «My žyviem nia kiepska»
3. «Śniadanak»*
4. «Bamžy»
5. «Mahilny»*
6. «Dzied Maroz»
7. «Chruść i papałam»*
8. «Mientalnaść»
9. «Bazar»*
10. «Katlet-matlet»
11. «Urač-urolah»*
12. «Čystaja-śvietłaja»
13. «Naładka barabanau»*
14. «Try čarapachi»
15. «Cielepaty»*
16. «Katuj-ratuj»
17. «Dastała»
18. «Spać, spać…»*
19. «Chudsaviet»
20. «P.S.»*

* Гумористичні заставки.

## Склад
- Лявон Вольскі: спів, гітара, губна гармоніка
- Піт Павлов: гітара, вокал
- Юрась Левков: бас-гітара
- Олег Демидович: барабани

Гість: Олександр Помідоров, спів (трек 10).